# Issime
Issime là một đô thị tại thung lũng Aosta nước Ý. Đô thị này có diện tích 35 km², dân số năm 2001 là 403 người.
Đô thị này có làng trực thuộc: Grand Praz (Gran Proa), Crest (Krecht), Chincheré (Tschentschiri), Bioley (Biouley), Seingles (Zéngji), Seingles Dessus (Z’uabra Zéngji), Plane (Pioani), Ribola (Ribulu), Vecchaus (Vetschus), Riccourt (Rickurt), Riccourt Dessus (Z’uabra Rickurt), Rollie (Rolji), Crose (Kruasi), Riva (Réivu), Preit (Preite), Tontinel (Tuntelentsch), Fontaineclaire (Funtrunkieeru), Thủ phủ (Duarf ou Hauptort), Grand Champ (Gran Tschamp), Cugna (Künju), Nicche (Nicke), Zan (San), Ceresole (Di Zinnisili), Praz (Proa), Proasch (Proasch), Champriond (Tschendriun), Stein (Stein), Riccard (Rickard).
Đô thị này giáp các đô thị sau: Arnad, Brusson, Challand-Saint-Anselme, Challand-Saint-Victor, Fontainemore, Gaby, Lillianes, Perloz, Sagliano Micca (BI).